# Мамакейтінг (Нью-Йорк)
Мамакейтінг (англ. Mamakating) — місто (англ. town) в США, в окрузі Салліван штату Нью-Йорк. Населення — 12 655 осіб (2020).

## Демографія
Згідно з переписом 2010 року, у місті мешкало 12 085 осіб у 4738 домогосподарствах у складі 3220 родин. Було 6251 помешкання
Расовий склад населення:
| - 90,8 % — білих - 3,5 % — чорних або афроамериканців - 1,1 % — азіатів - 0,5 % — корінних американців - 1,5 % — осіб інших рас |

До двох чи більше рас належало 2,5 %. Частка іспаномовних становила 8,5 % від усіх жителів.
За віковим діапазоном населення розподілялося таким чином: 23,3 % — особи молодші 18 років, 64,1 % — особи у віці 18—64 років, 12,6 % — особи у віці 65 років та старші. Медіана віку мешканця становила 40,9 року. На 100 осіб жіночої статі у місті припадало 102,2 чоловіків;  на 100 жінок у віці від 18 років та старших — 98,8 чоловіків також старших 18 років.
Середній дохід на одне домашнє господарство  становив 85 570 доларів США (медіана — 64 770), а середній дохід на одну сім'ю — 98 230 доларів (медіана — 80 444). Медіана доходів становила 48 457 доларів для чоловіків та 39 526 доларів для жінок. За межею бідності перебувало 8,3 % осіб, у тому числі 8,6 % дітей у віці до 18 років та 8,0 % осіб у віці 65 років та старших.
Цивільне працевлаштоване населення становило 5923 особи. Основні галузі зайнятості: освіта, охорона здоров'я та соціальна допомога — 25,5 %, роздрібна торгівля — 16,7 %, науковці, спеціалісти, менеджери — 9,7 %, мистецтво, розваги та відпочинок — 9,3 %.